# Памятник истории (Польша)
Памятник истории (пол. Pomnik historii) — в Польше одна из четырёх форм охраны памятников культурного наследия наряду с Реестром памятников, Парком культуры и памятником, установленным согласно генеральному плану определённого населённого пункта.
Объекты, относящиеся к памятникам истории находятся в реестре памятников, который ведёт Институт национального наследия (pl:Narodowy Instytut Dziedzictwa, NID) и подлежат охране.
Основанием для отнесения объекта к памятнику истории является распоряжение президента Польши.
Рост общественного внимания в Польше к памятникам истории проявился после ущерба, нанесенного во время Второй мировой войны, и был в основном связан с работой польского архитектора Яна Захватовича по восстановлению разрушенной фашистами Варшавы, и подписанием Венецианской хартии.

## Памятники истории
| Город                        | Объект                                                                         | Изображение | Описание | Дата признания |
| ---------------------------- | ------------------------------------------------------------------------------ | ----------- | --- | -------------- |
| Бискупин                     | Бискупинское городище                                                          |             | Древнее городище Лужицкой культуры, приблизительно V века до н. э., ныне населенный пункт и музей под открытым небом. | 1994           |
| Бохня                        | Соляная шахта                                                                  |             | Памятник средневековой промышленности. Входит в список объектов Всемирного наследия ЮНЕСКО | 2000           |
| Варшава                      | Историческая часть города (статьи на польском нет)                             |             | Места в Старом городе такие как Вилянувский дворец и Королевский тракт в Варшаве. | 1994           |
| Варшава                      | Станция фильтров Линдлея (статья на польском)                                  |             | Система фильтров для очистки воды городского водопровода, построенная в 1886 году по проекту инженера Вильяма Линдлея его сыном, Вильямом Хирлейном. Фильтры занимают площадь 30 гектаров и снабжают водой 50% населения Варшавы.                                                                         | 2012           |
| Величка                      | Соляная шахта                                                                  |             | Месторождение каменной соли, которое разрабатывалось с XIII по XX век. Входит в список объектов Всемирного наследия ЮНЕСКО | 1994           |
| Вроцлав                      | Историческая часть центра Вроцлава (статья на польском)                        |             | | 1994           |
| Вроцлав                      | Зал Столетия                                                                   |             | Зрительно-спортивный зал. Всемирное наследие ЮНЕСКО | 2005           |
| Гданьск                      | Место Вестерплаттской битвы                                                    |             | Битва между польскими и германскими войсками, произошедшая на полуострове Вестерплатте (pl:Westerplatte) 1—7 сентября 1939 года. Считается началом Второй мировой войны. | 2003           |
| Гданьск                      | Исторический округ Гданьск (статья на польском)                                |             | | 1994           |
| Гнезно                       | Собор Успения Пресвятой Девы Марии (статья на польском)                        |             | Собор в готическом стиле, построен в 1342—1390 годах на месте собора, разрушенного тевтонцами в 1331 году. Кафедральный храм Гнезненськои архидиецезии римско-католической церкви в Гнезно. | 1994           |
| Гостынь                      | Базилика на Святой горе (статья на польском)                                   |             | Собор ораторианцев, построен в конце 17 века. | 2008           |
| Грюнвальд                    | Место Грюнвальдской битвы (статья на польском)                                 |             | Грюнвальдская битва — решающее сражение «Великой войны» 1409—1411 годов, произошедшее 15 июля 1410 года между союзным польско-литовским и тевтонским войсками. | 2010           |
| Душники-Здруй                | Музей бумажного производства                                                   |             | Музей располагается в здании XVII века, в котором находилось бумажное производство. Экспозиция музея посвящена истории производства бумаги. | 2011           |
| Жагань                       | Августинское аббатство (статьи на польском нет)                                |             | Монастырь Августинского ордена XIV-XVIII века. | 2011           |
| Жирардув                     | Фабричное поселение (на польском статьи нет)                                   |             | Город Жирардув основан в 1833 году братьями Любенски как текстильная фабрика. Назван в честь директора фабрики - французского инженера Филиппа де Жирара (Filip de Girard). | 2012           |
| Казимеж-Дольны               | Руины (на польском статьи нет)                                                 |             | Места в городе в границах реставрационной охранной зоны, в том числе: руины замка XIII-XIV века, синагоги XVIII века и др. | 1994           |
| Кальвария-Зебжидовская       | Кальвария-Зебжидовска                                                          |             | Монастырский архитектурно-парковый комплекс, включающий строения в духе маньеризма, сады и парк. | 2000           |
| Камень-Поморский             | Собор Иоанна Крестителя (статья на польском)                                   |             | Католический собор XII—XV века, с романо-готической архитектурой и органами в стиле барокко 1669 г. | 2005           |
| Катовице                     | Рабочий район Никишовец (статья на польском)                                   |             | Часть района Йанов-Никишовец - одного из 22 районов города. | 2011           |
| Катовице                     | Здание Силезского Сейма (статья на польском)                                   |             | Здание построено в 1925-29 годах. | 2012           |
| Козлувка                     | Дворец Замойских в Козловке                                                    |             | | 2007           |
| Краков                       | Казимеж                                                                        |             | Историческая часть Кракова. | 1994           |
| Краков                       | Старый город                                                                   |             | Центральная историческая часть Кракова. Включён в Список объектов Всемирного наследия ЮНЕСКО в Европе. | 1994           |
| Курник                       | Замок Курник вместе с церковью Церковь Всех Святых Kościół Wszystkich Świętych |             | Замок Курник - замок 15 века в стиле неоготика. | 2011           |
| Кшешув                       | Кшешувское аббатство статья на польском                                        |             | | 2004           |
| Ланьцут                      | Ланьцутский замок                                                              |             | Дворцово-парковый ансамбль XVII века. С 1945 года - общедоступный музей. | 2005           |
| Легницке-Поле Legnickie Pole | Костёл Святой Ядвиги                                                           |             | Построен в 1719-1731 годах. | 2004           |
| Ленкница                     | Парк Мускау                                                                    |             | Самый крупный английский ландшафтный парк в Центральной Европе, занимает 545 гектаров. Находится на границе между Германией и Польшей. Две трети парка с 1945 г. приходятся на территорию Польши. Включён в Список объектов Всемирного наследия ЮНЕСКО в Германии совместно с Польшей.                    | 2004           |
| Лёнд                         | Цистерцианский монастырь статья на польском                                    |             | | 2009           |
| Лович                        | Собор Успения Девы Марии и Святого Николая (статья на польском)                |             | Собор Римско-католической церкви XII—XV века. | 2012           |
| Мальборк                     | Замок Мариенбург                                                               |             | Заложен тевтонскими рыцарями в 1274 году. Включён в Список объектов Всемирного наследия ЮНЕСКО в Европе. | 1994           |
| Пачкув                       | Фортификационные сооружения (на польском статьи нет)                           |             | Группа систем фортификации старого города. | 2012           |
| Рацлавице                    | Место Битвы под Рацлавицами                                                    |             | Бой произошел 4 апреля 1794 года во время Восстания Тадеуша Костюшко против Российской империи, окончился победой польских повстанцев над отрядом генерала Тормасова. | 2004           |
| Сребрна-Гура Srebrna Góra    | Сребрнагурская крепость (статья на польском)                                   |             | Крепость построена в XVII веке по личному распоряжению прусского короля. До нашего времени сохранился центральный форт «Донжон» и ряд окружающих его бастионов и казематов. Знаменита долгой осадой войсками Наполеона.                                                                                   | 2004           |
| Судол                        | Кшемёнки-Опатовские                                                            |             | Крупнейшие в Европе кремнёвые копи каменного века, выработанные в юрских известняках. Открыты в 1922. С 1985 года открыты для посещения. | 1994           |
| Сулеюв                       | Цистерцианское аббатство (статья на польском)                                  |             | Аббатство цистерцианцев — католического монашеского ордена. Основано в 1176 году князем Казимиром II, распущено в 1810. В настоящее время — церковный приход. | 2012           |
| Тарновские Горы              | Старая шахта серебряных руд (статья на польском)                               |             | Памятник включает в себя Старинную шахту и штольню Чёрной Форели pl:Sztolnia Czarnego Pstrąga. В 2012 году открылся Горный музей, а также проложена двухкилометровая подземная туристическая трасса — часть подземного комплекса ходов в более 150 км. Кандидат на занесение в список Всемирного наследия | 2004           |
| Хелмно                       | Старый город (на польском статьи нет)                                          |             | | 2005           |
| Ченстохова                   | Ясная Гора                                                                     |             | Католический монастырь. Полное название — Санктуарий Пресвятой Девы Марии Ясногорской. Монастырь принадлежит монашескому ордену паулинов. | 1994           |
| Фромборк                     | Собор Успения Богородицы и Святого Андрея (статья на польском)                 |             | Католический храм в готическом стиле, построен в период 1329-88 год. Усыпальница Николая Коперника. | 1994           |